# أصول الدين (كتاب)
أصول الدين كتاب في العقيدة الإسلامية من تأليف الإمام عبد القاهر البغدادي المتوفى سنة 429 هـ.

## موضوعه ومحتوياته
يعد كتاب «أصول الدين» للإمام عبد القاهر البغدادي من الكتب الهامة في مجال العقيدة الإسلامية، والتي جمع فيها المؤلف مذهبه في الأصول، وبالخصوص «في علم الكلام تلخيصا مستوفيا لا خلل فيه ولا غموض»، حتى يكون مجموع المسائل التي ذكرت فيه «للعالم تذكرة وللمتعلم تبصرة بعون الله وتوفيقه».
يحتوي الكتاب على خمسة عشر أصلا من أصول الدين وهي كالتالي:
- الأصل الأول: في بيان الحقائق والعلوم على الخصوص والعموم.
- الأصل الثاني: في حدوث العالم على أقسامه من أعراضه وأجسامه.
- الأصل الثالث: في معرفة صانع العالم ونعوته في ذاته.
- الأصل الرابع: في معرفة صفاته القائمة بذاته.
- الأصل الخامس: في معرفة أسمائه وأوصافه.
- الأصل السادس: في معرفة عدله وحكمه.
- الأصل السابع: في معرفة رسله وأنبيائه.
- الأصل الثامن: في معرفة معجزات أنبيائه وكرامات أوليائه.
- الأصل التاسع: في معرفة أركان شريعة الإسلام.
- الأصل العاشر: في معرفة أحكام التكليف في الأمر والنهي والخبر.
- الأصل الحادي عشر: في معرفة أحكام العباد في المعاد.
- الأصل الثاني عشر: في بيان أصول الإيمان.
- الأصل الثالث عشر: في بيان أحكام الإمامة وشروط الزعامة.
- الأصل الرابع عشر: في معرفة أحكام العلماء والأئمة.
- الأصل الخامس عشر: في بيان أحكام الكفر وأهل الأهواء الفجرة.